# Cupido mojado
Cupido mojado (en francés, L'amour mouillé) es una pintura al óleo sobre lienzo de William-Adolphe Bouguereau, que data de 1891 y se conserva en una colección privada. Un boceto del cuadro, fechado en 1891, se conserva en el museo de bellas artes de La Rochelle, ciudad natal del pintor.

## Descripción
La pintura representa a Cupido, el dios del amor en la mitología romana, completamente desnudo y bañado por una ligera lluvia primaveral. Cupido trata de resguardarse de la lluvia cubriendo sus hombros con sus brazos y tratando de cubrirse con sus alas. Detrás de sus pies están el arco y las flechas que el dios usa para enamorar a la gente. El fondo está compuesto por un entorno boscoso lleno de plantas de laurel y un cielo nublado.
La pintura presenta un peculiar desarrollo del erotismo masculino europeo de la segunda mitad del siglo XIX, fuertemente influido por Bouguereau. Al respecto, el académico Jon Stratton afirma que "ha habido una convergencia... la ambigua figura masculina se ha vuelto erótica"  (los brazos cruzados cubren el pecho, la punta del ala derecha tapa justo el centro del pubis, un pie encima del otro curva la cadera). Siempre según Stratton, la pintura de Cupido mojado, a pesar de representar a un niño desnudo, fue aceptada por la sociedad de la época porque representaba una figura mitológica, justificando así el desnudo artístico. Bram Dijkstra con respecto a la pintura afirma que

"..el maestro no podía ofrecer un adolescente más sensualmente estimulante que este pero, a diferencia de Oscar Wilde, que fue detenido por pederastia, Bouguereau en cambio ha recibido premios y galardones".

De hecho, si Wilde fue "pillado in fraganti", Bouguereau justificó sus cuadros con niños desnudos situándolos en una atmósfera fantástica y mitológica, alejada de la realidad. El refinamiento de esta obra sutil y sentimental aumenta la distancia entre la fantasía y el erotismo real.